# 井筒昭雄
井筒 昭雄（いづつ あきお、1977年10月20日 - ）は、日本の作曲家、音楽家。徳島県吉野川市出身。CM音楽、劇伴音楽等の作曲に加え、一人多重録音ソロユニットFab Cushionとしても活動。

## 経歴
1999年に一人多重録音ソロユニットFab Cushion（Vroom Soundsよりリリース）として音楽活動を開始。全ての楽器を自ら演奏することを得意とする。銀杏BOYZの峯田和伸とは東京情報大学の同期である。
2004年にはABCマートCM『前進する靴編』において44回ACC CMフィスティバル・ベスト作曲賞を受賞。
2008年より中路あけ美とLEMOを結成。
2014年4月20日、FAB CUSHIONとしての活動を再開。新作『BERMUDA TRIANGLE』（EPOCH KNOCK）を発表。
2021年、所属事務所であるワンミュージックを退社。フリーランス活動を開始。

## 主な作品

### LEMO名義
- LEMO 『FANTAGENIUS』（EPOCH KNOCK/2009年）

### Fab Cushion名義
- 『Pop In Clap』（Vroom Sounds/2曲参加、1999年）
- 『Catch the poppy cock』（Vroom Sounds/1999年）
- 『Channel Out/Voice of Life ep』（UK盤リリース、2000年）
- 『Fake box』Rocket Coster Remix（2000年）
- 『Little Christmas』（Vroom Sounds/2000年）
- 『De Composed』Held Remix（2001年）
- 『Valvola』(Italy)（S.H.A.D.Oレーベルリミックスで参加、2001年）
- 『FWAS2002』（Vroom Sounds/2曲参加、2002年）
- 『BERMUDA TRIANGLE』（EPOCH KNOCK/2014年）

### 映画
2003年
- The Game（トレーラー）

2005年
- カスタムメイド10.30（1曲参加）

2006年
- のんたのしっぽ
- たべるきしない
- Genius Party/上海大竜（作編曲・中川俊郎との共作）

2007年
- Unknown (USA)（トレーラー）

2009年
- 鈍獣

2011年
- 映画 怪物くん

2015年
- 脳内ポイズンベリー
- 五つ星ツーリスト THE MOVIE 〜究極の京都旅、ご案内します!!〜

2019年
- ブラック校則

2021年
- 99.9-刑事専門弁護士-THE MOVIE

2022年
- 妖怪シェアハウス-白馬の王子様じゃないん怪-
- 有吉の壁 カベデミー賞 THE MOVIE

### テレビドラマ
2007年
- ジョシデカ!-女子刑事-（TBS）

2008年
- 1ポンドの福音（日本テレビ）
- ラスト・フレンズ（フジテレビ）
- ブラッディ・マンデイ（TBS）

2009年
- ラブシャッフル（TBS） ※共同
- アタシんちの男子（フジテレビ）
- MR.BRAIN（TBS） ※共同
- オルトロスの犬（TBS）
- アンタッチャブル〜事件記者・鳴海遼子〜（テレビ朝日、朝日放送）
- ニュース速報は流れた（2009年 - 2010年、CS フジテレビNEXT）※共同

2010年
- 最後の約束（フジテレビ）
- ブラッディ・マンデイシーズン2（TBS）
- 怪物くん（日本テレビ）
- ジョーカー 許されざる捜査官（フジテレビ）
- 流れ星（フジテレビ）

2011年
- CONTROL〜犯罪心理捜査〜（フジテレビ）
- 名前をなくした女神（フジテレビ）
- ジウ 警視庁特殊犯捜査係（テレビ朝日）
- 11人もいる!（テレビ朝日）

2012年
- 本日は大安なり（NHK）
- 13歳のハローワーク（テレビ朝日）
- 家族のうた（フジテレビ）
- 息もできない夏（フジテレビ）
- 猿飛三世（NHK BSプレミアム）

2013年
- 幽かな彼女（関西テレビ）
- 金田一耕助VS明智小五郎（フジテレビ）
- よろず占い処 陰陽屋へようこそ（関西テレビ）
- 太陽の罠（NHK）

2014年
- 花咲くあした（NHK BS プレミアム）
- 慰謝料弁護士〜あなたの涙、お金に変えましょう〜（読売テレビ）
- 死神くん（テレビ朝日）
- ゼロの真実〜監察医・松本真央〜（テレビ朝日）
- 金田一耕助VS明智小五郎ふたたび（フジテレビ）
- ファーストクラス（第2シリーズ、フジテレビ）

2015年
- 五つ星ツーリスト〜最高の旅、ご案内します!!〜（読売テレビ）
- 医師たちの恋愛事情（フジテレビ）
- 民王（テレビ朝日）
- サムライせんせい（テレビ朝日）
- 青春探偵ハルヤ〜大人の悪を許さない!〜（読売テレビ）

2016年
- 臨床犯罪学者 火村英生の推理（日本テレビ）
- 松本清張ドラマスペシャル 黒い樹海（テレビ朝日）
- 99.9-刑事専門弁護士-（TBS）
- 奇跡の人（NHK BSプレミアム）
- 遺産相続弁護士 柿崎真一（日本テレビ）
- IQ246〜華麗なる事件簿〜（TBS）

2017年
- セシルのもくろみ（フジテレビ）
- 民衆の敵〜世の中、おかしくないですか!?〜（フジテレビ）

2018年
- 99.9-刑事専門弁護士- SEASON II（TBS）
- Missデビル 人事の悪魔・椿眞子（日本テレビ）
- ヒモメン（テレビ朝日）
- ブラックスキャンダル（読売テレビ）

2019年
- トクサツガガガ（NHK総合・ドラマ10枠内）
- 俺のスカート、どこ行った?（日本テレビ）
- Heaven? 〜ご苦楽レストラン〜（TBS）
- ブラック校則（日本テレビ）

2020年
- 病室で念仏を唱えないでください（TBS）
- スイッチ（テレビ朝日）
- 妖怪シェアハウス（テレビ朝日）

2021年
- 書けないッ!?〜脚本家 吉丸圭佑の筋書きのない生活〜（テレビ朝日）
- でっけぇ風呂場で待ってます（日本テレビ）
- リコカツ（TBS）
- ハコヅメ〜たたかう!交番女子〜（日本テレビ）
- 99.9-刑事専門弁護士-完全新作SP 新たな出会い篇（TBS）

2022年
- もしも、イケメンだけの高校があったら（テレビ朝日）
- TEAM NACS 25周年記念作品「LOOSER 2022」（一部楽曲提供）配信
- 妖怪シェアハウス-帰ってきたん怪-（テレビ朝日）
- 俺の可愛いはもうすぐ消費期限!?（テレビ朝日）

2023年
- 月読くんの禁断お夜食（テレビ朝日）
- 横道ドラゴン（DMM TV）
- ゼイチョー〜「払えない」にはワケがある〜（日本テレビ）
- 今日からヒットマン（テレビ朝日）

2024年
- となりのナースエイド（日本テレビ）
- 民王R（テレビ朝日）

2025年
- あんぱん（NHK）

### 舞台
- 物語なき、この世界（2021年、シアターコクーン）

### テレビアニメ
- ファイ・ブレイン 神のパズル
  - 第1シリーズ（2011年、NHK Eテレ）
  - 第2シリーズ（2012年、NHK Eテレ）
  - 第3シリーズ（2013年、NHK E テレ）
- 悪魔くん（2023年、Netflix）
- あかね噺（2026年、テレビ朝日）[1]

### ゲーム
- 星と翼のパラドクス（2018年）

### CM
- GUGU FLUFFY TOUCH　COLLECTION vol.1＜アウター篇＞
- 日清食品
  - 日清焼そばU.F.O.
  - カップヌードル
- アヲハタ55ジャム
- キユーピー3分クッキング マヨ風味炒め用ソース 「ペパー」篇
- アクエリアスビタミンウォーター
- エマール
- ハウス食品ウコンの力
- ジンズ
- Ne-net 2013 Spring movie
- スカラボ
- 麒麟麦酒
  - 濃い味
  - 氷結
- LINE
- ULOS
- Google+
- コカ・コーラ ゼロ
- パルコ
  - （Go To DMC編）
  - （はんにゃ編）
- IKEA
- 大日本インキ
- アサヒ飲料:Spo-Vege
- トヨタ自動車
  - ヴォクシー
  - ヴィッツ
  - カローラフィールダー
- サントリー
  - 烏龍茶（パンダオ編）
  - なっちゃん
- ウイダーinゼリー
- 午後の紅茶
- フクピカ
- マンダムLÚCIDO
- ホンダ・ライフ
- Xbox 360
- ヱビスビール
- ABCマート
- クオーク
- 日本マクドナルド
- ジャワティー
- 村田製作所
- NICOS
- スパムポークランチョンミート
- 清水建設
- AOKIホールディングス
- 大塚商会たのめーる
- UQ mobile
- 東京ガス

ほか多数。

### その他
- 銀杏BOYZ あいどんわなだい （プログラミング）
- NHK『えいごであそぼ』テーマ編曲
- MTV/『Be Sexy Be safe』キャンペーン用音楽 （2006年）
- スペースシャワーTV/スペシャヘッズ 2006ジングル （2006年）
- 武蔵野美術大学/武蔵野美術大学MAU80周年記念式典音楽 LEMO名義（2009年）
- 日本テレビ
  - 『news every.』一部コーナー音楽（2010年）
  - 『ZERO MINUTE』（2011年）
- NHK
  - 『首都圏ネットワーク』（2011年4月 - ）
  - 『首都圏ニュース845、ニュース845（関東・甲信越ローカル）』（2011年4月 - ）
- 2012年ロンドンオリンピック1億2500万人の大応援団テーマ曲（2012年）
- NHKスペシャル番組 1964年東京オリンピックテーマ曲（2013年）
- 2020年東京オリンピック招致最終プレゼンテーションフィルム TOKYO2020 FINAL Presentation FILM（2013年）